# 모레용역
모레용역(프랑스어: Gare de Moreillon)은 스위스 보주의 퓌두 지자체에 있는 기차역이다. 스위스 연방 철도의 표준궤 로잔-베른선의 중간 정류장이다.

## 운행편
2020년 12월 시간표 변경에 따라 모레용에서 다음 서비스가 정차한다.
- RER 보 :
  - S4 : 알라망과 팔레지유 사이에 매시간 운행; 평일 팔레지유에서 로몽까지 러시아워 서비스
  - S6 : 로잔과 팔레지유로 가는 아침 러시아워 서비스